# Huta Padang Up
Huta Padang Up is een bestuurslaag in het regentschap Mandailing Natal van de provincie Noord-Sumatra, Indonesië. Huta Padang Up telt 441 inwoners (volkstelling 2010).